# Élections générales philippines de 2010
Les élections générales philippines de 2010 se sont déroulées le 10 mai 2010, pour élire le 15e Président et Vice-président de la République des Philippines, les membres des deux chambres du Congrès (mais seulement la moitié des sièges du Sénat), les Gouverneurs et Vice-gouverneurs des provinces, et les maires, les vice-maires et leurs conseillers des différentes villes et municipalités.
La bonne marche des élections a été sous la responsabilité de la Commission électorale. Pour la première fois, un système de vote électronique a été mis en place aux Philippines, pour limiter les risques de fraude électorale et rendre la publication des résultats plus rapide.

## Fait marquant
- Ces élections voient le retour politique de l'ancienne Première dame Imelda Marcos, qui est élue députée.